# 金子比呂子
金子 比呂子（かねこ ひろこ、1955年3月 - ）は、日本の日本語教育学者。元東京外国語大学教授。

## 略歴
- 1978年3月 国際基督教大学教養学部人文科学科卒業
- 1983年3月 国立国語研究所日本語教師長期専門研修修了
- 1983年4月 東京外国語大学外国語学部附属日本語学校非常勤講師
- 1986年4月 同専任講師
- 1992年4月 東京外国語大学留学生日本語教育センター専任講師（改組に伴う配置転換）
- 1994年4月 同助教授
- 2015年4月 東京外国語大学国際日本学研究院教授（改組に伴う配置転換）
- 2018年3月 東京外国語大学定年退職